# 若夫季沃德戰役
若夫季沃德戰役（烏克蘭語：Битва під Жовтими Водами）是赫帥起義的第一場重大戰役，戰場於今日烏克蘭中部城鎮若夫季沃德北方32公里附近。
1648年4月29日至5月16日期間，由哥薩克盖特曼博格丹·赫梅利尼茨基以及克里米亞韃靼人图阿伊贝伊所領導的聯軍，突擊由斯特凡·波托茨基率領的波蘭立陶宛聯邦軍，波托茨基遭韃靼俘虜，後重傷身亡。波立聯邦麾下的註冊哥薩克，也改加入赫梅利尼茨基陣營，壯大後者勢力。